# Røssaholmen
Røssaholmen est une île dans le landskap Sunnhordland du comté de Vestland. Elle appartient administrativement à Kvinnherad.

## Géographie
Rocheuse et pratiquement désertique à l'exception  de quelques arbres en son centre, à fleur d'eau, elle s'étend sur environ 117 m de longueur pour une largeur approximative de 75 m. 